# Jerzy Potulicki-Skórzewski
Jerzy Potulicki-Skórzewski (Kaltenleutgeben, 27 luglio 1894 – Abidjan, 15 agosto 1950) è stato un militare e bobbista polacco.
Partecipò alle Olimpiadi invernali di Sankt Moritz 1928.

## Biografia
Nacque a Kaltenleutgeben, all'epoca facente parte dell'Impero Austro-Ungarico (oggi in Austria), figlio del conte Zygmunt Potulicki, 1° Ordinato di Próchnów, e della marchesa Marie Anna Schey.
Jerzy Potulicki-Skórzewski completò gli studi ginnasiali ed è stato studente in diverse università straniere. Oltre alla sua lingua madre polacca, parlava correntemente tedesco, francese, inglese, ungherese e spagnolo. Durante la prima guerra mondiale prestò servizio nell'esercito dell'Impero tedesco, dopo essersi diplomato alla scuola di Dobenitz, dove ottenne il grado di tenente. Durante questo periodo contrasse la tubercolosi.
Il 29 aprile 1919 si arruolò nell'esercito polacco, venendo assegnato al 16º reggimento dei Lancieri della grande Polonia, al quale fu trasferito come capitano di riserva. Durante le cure per la tubercolosi in Svizzera, prestò servizio come addetto militare presso l'ambasciata polacca a Berna. Dal 1919 prestò servizio come capitano nel 16º reggimento della Grande Polonia di Cavalleria. Nell'agosto 1920, durante la battaglia di Varsavia della guerra sovietico-polacca, fu aiutante personale del governatore militare di Varsavia, generale Franciszek Latinik. Nel 1922 fu insignito della Croce al valore. In seguito entrò al servizio del Dipartimento degli esteri dell'ufficio del Presidente e divenne ufficiale di collegamento dal Ministero degli affari esteri alla II Divisione del Comando supremo. Fu trasferito nelle riserve con il grado di capitano di riserva.
Morì all'età di 56 anni in Costa d'Avorio.

## Carriera sportiva
Insieme ad altri ufficiali dell'esercito polacco fece parte della prima Nazionale di bob della Polonia, pilotata dal conte Józef Broel-Plater, suo parente. Nella gara di bob a cinque si classificarono al 17º posto su 23 equipaggi.